# Elecciones legislativas de Argentina de 1914
Las elecciones legislativas de Argentina de 1914 se realizaron el 22 de marzo del mencionado año para renovar la mitad de la Cámara de Diputados, cámara baja del Congreso de la Nación Argentina. Fueron las segundas elecciones legislativas desde la promulgación de la Ley Sáenz Peña, que estableció el sufragio secreto, sufragio obligatorio y sufragio universal para hombres y ponía fin al régimen de la géneración del 80, en la que el sufragio era público. Al tener la Argentina un sistema escalonado para elegir a sus diputados, después de estos comicios el país contó por primera vez con un legislativo completamente electo mediante elecciones limpias. La participación fue bastante más baja que en los anteriores comicios, de un 58%.
La opositora Unión Cívica Radical (UCR) fue en general el partido más votado, con un 35,64% de los votos y 20 de los 63 escaños en juego, convirtiéndose en el partido unitario más grande la Cámara (29 de los 120 diputados). La caída del Partido Autonomista Nacional (PAN) y el fin del sistema de voto cantado provocó que el antiguo partido conservador se dividiera en varios partidos regionales más pequeños que, unidos, obtuvieron un 42,15% de las preferencias (contando al Partido Demócrata de Córdoba y el Pacto Autonomista - Liberal de Corrientes) y 32 de los escaños disputados. Sin embargo, gracias al colapso del PAN, la UCR pasó a ser el único partido con capacidad de imponerse a nivel nacional, y no volvería a perder una elección hasta el golpe de Estado de 1930, ni sería derrotado en una elección limpia hasta la llegada del peronismo en 1946.
El conservadurismo triunfó en Buenos Aires (Partido Conservador), Catamarca (Partido Oficialista), Córdoba (Partido Demócrata), Corrientes (Pacto Autonomista - Liberal), Jujuy (Partido Oficialista), La Rioja (Partido Conservador), Mendoza (Partido Popular), Salta (Unión Provincial), San Juan (Concentración Cívica), Santiago del Estero (Unión Democrática), y Tucumán (Concentración Conservadora), la UCR se impuso en Entre Ríos y Santa Fe, y el Partido Socialista (PS) obtuvo la victoria en Capital Federal. La provincia de San Luis fue la única que no renovó diputados.

## Contexto

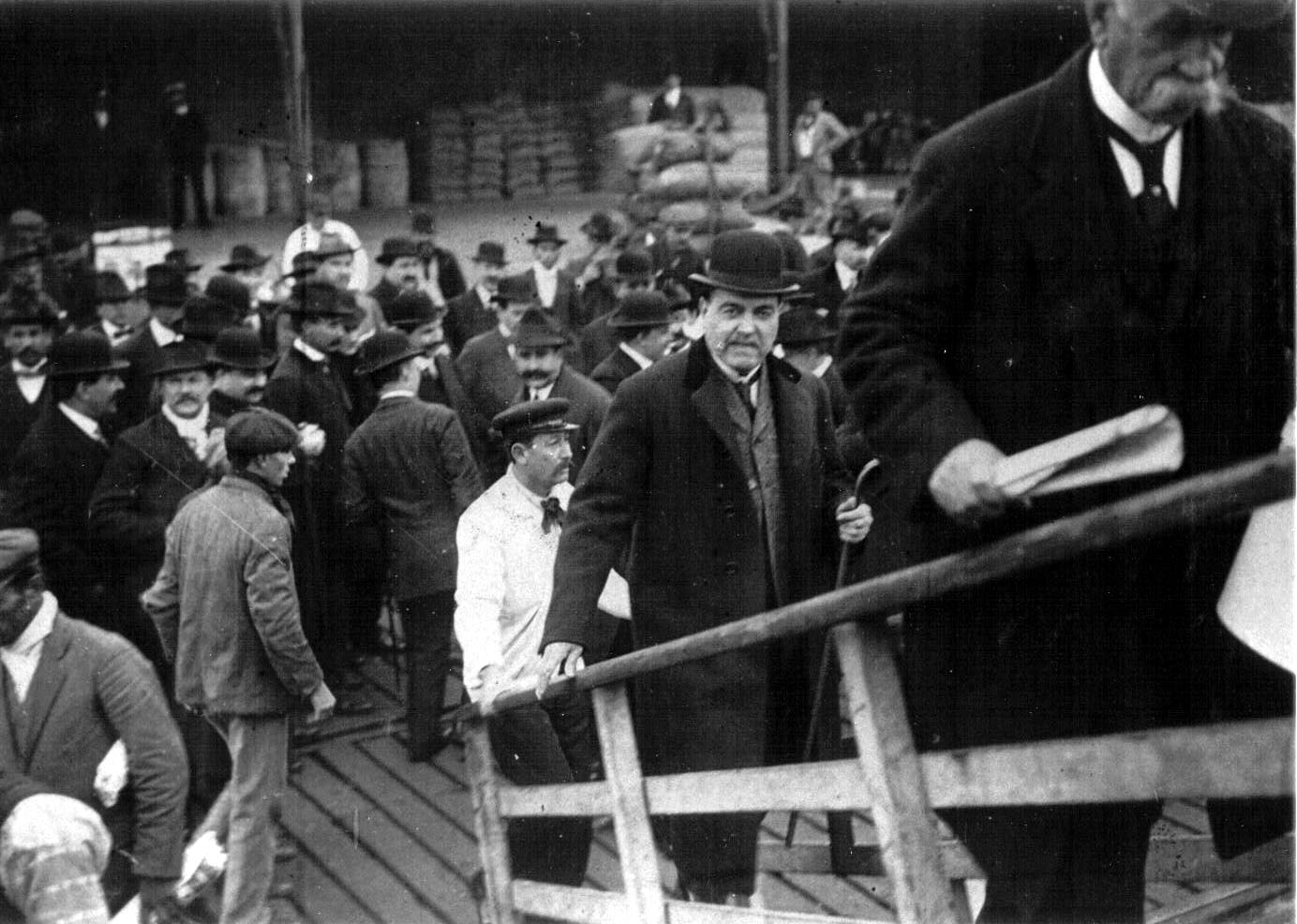
Hipólito Yrigoyen se embarca en el puerto de Buenos Aires para participar de la campaña electoral en Entre Ríos.

Las elecciones de 1912, primeras bajo el sistema de sufragio universal, obligatorio y secreto, permitieron la entrada al Congreso de una serie de pequeños partidos de la oposición al gobierno del Partido Autonomista Nacional (que casi instantáneamente perdió posiciones debido, entre otras causas, al cambio de sistema electoral. El principal partido de la oposición pasó a ser la Unión Cívica Radical (UCR), que había sido desde la década de 1890 el principal partido de la oposición al gobierno. Otro partido opositor importante fue el Partido Socialista, que ya contaba con representación legislativa previa al cambio sistema. La situación entre las fuerzas políticas era tensa; los conservadores habían perdido su control a nivel nacional, la UCR no confiaba en la limpieza de los comicios provinciales en los que elegían gobernadores y legislaturas locales por lo que en la década de 1890 se presentaba solamente en la provincia de Buenos Aires y en la ciudad de Buenos Aires y promovía la abstención electoral en el resto del país. A fines del siglo XIX la UCR dirigida por Hipólito Yrigoyen proclamará su abstención electoral para todo el país; esta posición cambió cuando, confiando en las promesas del presidente Roque Sáenz Peña, concurrió a elecciones en la provincia de Santa Fe a comienzos de 1912, antes que se aprobara la reforma electoral, y las ganó, siguiendo luego con concurrencia en la Capital Federal y en la provincia de Córdoba.
La campaña electoral de 1914 fue ensombrecida por los graves problemas de salud que aquejaban al presidente, el reformista conservador Roque Sáenz Peña (artífice de la ley de voto secreto). Su reemplazo por Victorino de la Plaza -inicialmente provisorio y, después, definitivo- no afectó la continuidad del gobierno ya que mantuvo las políticas de su predecesor y, el 22 de marzo, las elecciones se realizaron en tiempo y forma, y fueron reconocidas como libres y justas por las fuerzas que participaron en ellas.
En una participación algo más baja, los resultados fueron mixtos: la UCR siguió obteniendo ganancias en la Cámara de Diputados, la cámara baja del Congreso, al obtener 20 de los 63 escaños en juego. Les fue particularmente bien en Entre Ríos y la Santa Fe, en la cual recibieron más del doble de los votos de la Liga del Sur, del nativo de Santa Fe, Lisandro de la Torre. El Partido Socialista nuevamente derrotó a la UCR en la Ciudad de Buenos Aires, sin embargo, y por un margen más amplio que en 1912. El legislador conservador de la provincia de Buenos Aires Marcelino Ugarte, que había derrotado a la UCR en las elecciones al Senado de 1913, lo hizo nuevamente en las elecciones de gobernadores de este año, y se convirtió en el líder efectivo de su partido. La Unión Cívica, que representaba al mitrismo, continuó perdiendo influencia, y después de las elecciones de 1916 se disolvió, unificándose con el radicalismo el sector liderado por Honorio Pueyrredón.

## Reglas electorales

### Sistema electoral
Los comicios se realizaron bajo el texto constitucional sancionado en 1853. Dicha carta magna establecía que la Cámara de Diputados de la Nación Argentina debía estar compuesta por representantes de cada uno de los distritos argentinos considerados "provincias", y la ciudad de Buenos Aires, en calidad de Capital Federal de la República. Por tal motivo, los territorios nacionales no gozaban de representación parlamentaria. Del mismo modo, los diputados se elegirían por mitades de manera escalonada cada dos años, con mandatos de cuatro años para cada diputado.
En ese momento existían trece provincias, lo que junto a la Capital Federal daba un total de catorce distritos electorales. El sistema electoral empleado era el de mayoría y minoría o lista incompleta, bajo el cual los dos partidos más votados obtenían toda la representación. También el sistema adoptó el Panachage el cual dio a los electores la posibilidad de tachar o adicionar candidatos en las listas. En algunas provincias, con tan solo dos diputados de representación, el escrutinio era en la práctica mayoritario, con las dos bancas correspondiendo al partido más votado. Estos distritos no renovaban de manera escalonada.

### Bancas a elegir
| Provincia           | Bancas totales | Bancas a elegir | Bancas a elegir | Bancas a elegir |
| Provincia           | Bancas totales | Totales         | Mayoría         | Minoría         |
| ------------------- | -------------- | --------------- | --------------- | --------------- |
| Buenos Aires        | 28             | 13              | 9               | 4               |
| Capital Federal     | 20             | 10              | 7               | 3               |
| Catamarca           | 3              | 2               | 2               | —               |
| Córdoba             | 11             | 3               | 2               | 1               |
| Corrientes          | 7              | 5               | 4               | 1               |
| Entre Ríos          | 9              | 8               | 6               | 2               |
| Jujuy               | 2              | 1               | 1               | —               |
| La Rioja            | 2              | 1               | 1               | —               |
| Mendoza             | 4              | 3               | 2               | 1               |
| Salta               | 4              | 2               | 2               | —               |
| San Juan            | 3              | 1               | 1               | —               |
| San Luis            | 3              | —               | —               | —               |
| Santa Fe            | 12             | 7               | 5               | 2               |
| Santiago del Estero | 5              | 2               | 2               | —               |
| Tucumán             | 7              | 5               | 4               | 1               |
| Total               | 120            | 63              | 48              | 15              |

## Resultados
| Partido                            | Partido                            | Partido                            | Votos           | %               | Bancas      | Bancas      | Bancas      | Bancas      |
| Partido                            | Partido                            | Partido                            | Votos           | %               | Obtenidas   | +/-         | Totales     | +/-         |
| ---------------------------------- | ---------------------------------- | ---------------------------------- | --------------- | --------------- | ----------- | ----------- | ----------- | ----------- |
|                                    |                                    | Partido Conservador                | 69.661          | 11,78           | 10/63       | Sin cambios | —           | Sin cambios |
|                                    | Unión Democrática                  | 22.258                             | 3,76            | 2/63            | Sin cambios | —           | Sin cambios |             |
|                                    | Partido Provincial                 | 21.339                             | 3,61            | 2/63            | Sin cambios | —           | Sin cambios |             |
|                                    | Coalición Liberal y Autonomista    | 19.783                             | 3,34            | 4/63            | Sin cambios | —           | Sin cambios |             |
|                                    | Concentración Conservadora         | 19.139                             | 3,24            | 4/63            | Sin cambios | —           | Sin cambios |             |
|                                    | Partido Demócrata                  | 18.875                             | 3,19            | 2/63            | Sin cambios | —           | Sin cambios |             |
|                                    | Partido Popular                    | 15.453                             | 2,61            | 2/63            | Sin cambios | —           | Sin cambios |             |
|                                    | Partido Constitucional             | 15.193                             | 2,57            | —               | Sin cambios | —           | Sin cambios |             |
|                                    | Partido Oficialista                | 11.509                             | 1,95            | 2/63            | Sin cambios | —           | Sin cambios |             |
|                                    | Unión Provincial                   | 10.389                             | 1,76            | 2/63            | Sin cambios | —           | Sin cambios |             |
|                                    | Concentración Cívica               | 10.194                             | 1,72            | 1/63            | Sin cambios | —           | Sin cambios |             |
|                                    | Partido Liberal Disidente          | 8.937                              | 1,51            | 1/63            | Sin cambios | —           | Sin cambios |             |
|                                    | Carbosistas                        | 6.615                              | 1,12            | —               | Sin cambios | —           | Sin cambios |             |
| Total Partidos Conservadores       | Total Partidos Conservadores       | Total Partidos Conservadores       | 249.345         | 42,15           | 32/63       | 3           | 65/120      | 25          |
|                                    | Unión Cívica Radical               | Unión Cívica Radical               | 210.843         | 35,64           | 20/63       | 7           | 29/120      | 16          |
|                                    | Partido Socialista                 | Partido Socialista                 | 55.014          | 9,30            | 7/63        | 5           | 9/120       | 7           |
|                                    | Unión Cívica                       | Unión Cívica                       | 20.222          | 3,42            | —           | 6           | 6/120       | Sin cambios |
|                                    | Liga del Sur                       | Liga del Sur                       | 16.601          | 2,81            | 2/63        | 1           | 3/120       | 2           |
|                                    | Unión Popular                      | Unión Popular                      | 2.863           | 0,48            | —           | Sin cambios | —           | Sin cambios |
|                                    | Partido Liberal                    | Partido Liberal                    | 815             | 0,14            | —           | Sin cambios | —           | Sin cambios |
|                                    | Partido Nacionalista               | Partido Nacionalista               | 588             | 0,10            | —           | Sin cambios | —           | Sin cambios |
|                                    | Otros - Independientes             | Otros - Independientes             | 35.307          | 5,97            | 1/63        | 1           | 1/120       | 1           |
|                                    | Unión Nacional                     | Unión Nacional                     | No participó    | No participó    | —           | 6           | 5/120       | 1           |
| Bancas vacantes                    | Bancas vacantes                    | Bancas vacantes                    | Bancas vacantes | Bancas vacantes | 1/63        | 1           | 2/120       | Sin cambios |
|                                    |                                    |                                    |                 |                 |             |             |             |             |
| Votos válidos                      | Votos válidos                      | Votos válidos                      | 591.598         | 96,53           |             |             |             |             |
| Votos en blanco                    | Votos en blanco                    | Votos en blanco                    | 5.180           | 0,85            |             |             |             |             |
| Votos anulados                     | Votos anulados                     | Votos anulados                     | 5               | 0,00            |             |             |             |             |
| Diferencia de actas                | Diferencia de actas                | Diferencia de actas                | 16.068          | 2,62            |             |             |             |             |
| Total de votos                     | Total de votos                     | Total de votos                     | 612.851         | 100             |             |             |             |             |
| Votantes registrados/participación | Votantes registrados/participación | Votantes registrados/participación | 1.027.542       | 59,64           |             |             |             |             |

## Resultados por provincia
| Provincia de Buenos Aires 13 Diputados       | Provincia de Buenos Aires 13 Diputados | Provincia de Buenos Aires 13 Diputados | Provincia de Buenos Aires 13 Diputados | Provincia de Buenos Aires 13 Diputados | Provincia de Buenos Aires 13 Diputados |
| Partido                                      | Partido                                | Candidato                              | Votos al candidato                     | Votos al partido                       | %                                      |
| -------------------------------------------- | -------------------------------------- | -------------------------------------- | -------------------------------------- | -------------------------------------- | -------------------------------------- |
|                                              | Partido Conservador                    | Mariano de Vedia y Mitre               | 62.771                                 | 63.062                                 | 50,25                                  |
| Alfredo Echagüe                              | Partido Conservador                    | 62.770                                 |                                        | 63.062                                 | 50,25                                  |
| Marco Aurelio Avellaneda (h)                 | Partido Conservador                    | 62.768                                 |                                        | 63.062                                 | 50,25                                  |
| Nicolás A. Avellaneda                        | Partido Conservador                    | 62.724                                 |                                        | 63.062                                 | 50,25                                  |
| Mariano Demaría (h)                          | Partido Conservador                    | 62.667                                 |                                        | 63.062                                 | 50,25                                  |
| Juan Cecilio López Buchardo                  | Partido Conservador                    | 62.571                                 |                                        | 63.062                                 | 50,25                                  |
| Federico Pinedo (p)                          | Partido Conservador                    | 62.484                                 |                                        | 63.062                                 | 50,25                                  |
| Julio A. Costa                               | Partido Conservador                    | 62.364                                 |                                        | 63.062                                 | 50,25                                  |
| Horacio C. Varela                            | Partido Conservador                    | 62.301                                 |                                        | 63.062                                 | 50,25                                  |
|                                              | Unión Cívica Radical                   | Leonardo Pereyra Iraola                | 58.481                                 | 55.705                                 | 44,39                                  |
| Francisco Aníbal Riú                         | Unión Cívica Radical                   | 58.478                                 |                                        | 55.705                                 | 44,39                                  |
| Horacio Oyhanarte                            | Unión Cívica Radical                   | 58.350                                 |                                        | 55.705                                 | 44,39                                  |
| Alfredo Demarchi                             | Unión Cívica Radical                   | 58.304                                 |                                        | 55.705                                 | 44,39                                  |
| Domingo Salaberry                            | Unión Cívica Radical                   | Sin datos                              |                                        | 55.705                                 | 44,39                                  |
| Carlos M. Pradère                            | Unión Cívica Radical                   | Sin datos                              |                                        | 55.705                                 | 44,39                                  |
| Varela                                       | Unión Cívica Radical                   | Sin datos                              |                                        | 55.705                                 | 44,39                                  |
| Apellániz                                    | Unión Cívica Radical                   | Sin datos                              |                                        | 55.705                                 | 44,39                                  |
| Toledo                                       | Unión Cívica Radical                   | Sin datos                              |                                        | 55.705                                 | 44,39                                  |
|                                              | Partido Socialista                     | Sin datos                              | Sin datos                              | 6.719                                  | 5,35                                   |
| Votos positivos                              | Votos positivos                        | Votos positivos                        | Votos positivos                        | 125.486                                | 94,38                                  |
| Diferencia de actas                          | Diferencia de actas                    | Diferencia de actas                    | Diferencia de actas                    | 7.478                                  | 5,62                                   |
| Total de votos                               | Total de votos                         | Total de votos                         | Total de votos                         | 132.964                                | 100                                    |
| Electores registrados/Participación          | Electores registrados/Participación    | Electores registrados/Participación    | Electores registrados/Participación    | 254.194                                | 52,31                                  |
| Capital Federal 10 Diputados                 |                                        |                                        |                                        |                                        |                                        |
| Partido                                      | Partido                                | Candidato                              | Votos al candidato                     | Votos al partido                       | %                                      |
|                                              | Partido Socialista                     | Nicolás Repetto                        | 44.335                                 | 44.335                                 | 35,79                                  |
| Mario Bravo                                  | Partido Socialista                     | 43.787                                 |                                        | 44.335                                 | 35,79                                  |
| Antonio de Tomaso                            | Partido Socialista                     | 43.141                                 |                                        | 44.335                                 | 35,79                                  |
| Francisco Cúneo                              | Partido Socialista                     | 43.094                                 |                                        | 44.335                                 | 35,79                                  |
| Ángel M. Giménez                             | Partido Socialista                     | 41.792                                 |                                        | 44.335                                 | 35,79                                  |
| Antonio Zaccagnini                           | Partido Socialista                     | 41.351                                 |                                        | 44.335                                 | 35,79                                  |
| Enrique Dickmann                             | Partido Socialista                     | 41.141                                 |                                        | 44.335                                 | 35,79                                  |
|                                              | Unión Cívica Radical                   | Joaquín Castellanos                    | 38.722                                 | 38.722                                 | 31,25                                  |
| Tomás de Veiga                               | Unión Cívica Radical                   | 36.672                                 |                                        | 38.722                                 | 31,25                                  |
| Tomás Le Bretón                              | Unión Cívica Radical                   | 35.518                                 |                                        | 38.722                                 | 31,25                                  |
| Eusebio F. Canaveri                          | Unión Cívica Radical                   | 34.764                                 |                                        | 38.722                                 | 31,25                                  |
| Juan G. Serrato                              | Unión Cívica Radical                   | 34.422                                 |                                        | 38.722                                 | 31,25                                  |
| José M. Giuffra                              | Unión Cívica Radical                   | 34.345                                 |                                        | 38.722                                 | 31,25                                  |
| Atilio Larco                                 | Unión Cívica Radical                   | 33.156                                 |                                        | 38.722                                 | 31,25                                  |
|                                              | Unión Cívica                           | Francisco Julián Beazley               | 20.222                                 | 20.222                                 | 16,32                                  |
| Carlos Ibarguren                             | Unión Cívica                           | 17.568                                 |                                        | 20.222                                 | 16,32                                  |
| Luis E. Zuberbühler                          | Unión Cívica                           | 17.475                                 |                                        | 20.222                                 | 16,32                                  |
| Ernesto Bosch                                | Unión Cívica                           | 17.459                                 |                                        | 20.222                                 | 16,32                                  |
| José Félix Uriburu                           | Unión Cívica                           | 13.673                                 |                                        | 20.222                                 | 16,32                                  |
| Juan Carlos Cruz                             | Unión Cívica                           | 13.328                                 |                                        | 20.222                                 | 16,32                                  |
| Luis Baibiene                                | Unión Cívica                           | 12.689                                 |                                        | 20.222                                 | 16,32                                  |
|                                              | Partido Constitucional                 | Luis Dellepiane                        | 15.193                                 | 15.193                                 | 12,26                                  |
| Rosendo Fraga (h)                            | Partido Constitucional                 | 13.460                                 |                                        | 15.193                                 | 12,26                                  |
| Carlos Rodríguez Larreta                     | Partido Constitucional                 | 14.249                                 |                                        | 15.193                                 | 12,26                                  |
| Joaquín M. Cullen                            | Partido Constitucional                 | 9.840                                  |                                        | 15.193                                 | 12,26                                  |
| Horacio Beccar Varela                        | Partido Constitucional                 | 9.153                                  |                                        | 15.193                                 | 12,26                                  |
| Enrique Palacio                              | Partido Constitucional                 | 8.951                                  |                                        | 15.193                                 | 12,26                                  |
| Mario Gorostarzú                             | Partido Constitucional                 | 8.443                                  |                                        | 15.193                                 | 12,26                                  |
|                                              | Unión Popular                          | Julio V. Villafañe                     | 2.863                                  | 2.863                                  | 2,31                                   |
|                                              | Partido Liberal                        | Carlos Conforti                        | 815                                    | 815                                    | 0,66                                   |
|                                              | Partido Nacionalista                   | Servando A. Gallegos                   | 588                                    | 588                                    | 0,47                                   |
| Alcides Calandrelli                          | Partido Nacionalista                   | 404                                    |                                        | 588                                    | 0,47                                   |
| Ricardo del Campo                            | Partido Nacionalista                   | 388                                    |                                        | 588                                    | 0,47                                   |
| Ricardo A. Paz                               | Partido Nacionalista                   | 364                                    |                                        | 588                                    | 0,47                                   |
| Martín L. Pico                               | Partido Nacionalista                   | 334                                    |                                        | 588                                    | 0,47                                   |
| Guillermo A. Espeche                         | Partido Nacionalista                   | 318                                    |                                        | 588                                    | 0,47                                   |
| Alberto Molinari                             | Partido Nacionalista                   | 308                                    |                                        | 588                                    | 0,47                                   |
|                                              | Otros                                  | Liborio Vaudagnotto                    | 438                                    | 438                                    | 0,35                                   |
|                                              | Otros                                  | Manuel Ugarte                          | 171                                    | 171                                    | 0,14                                   |
|                                              | Otros                                  | Belisario Roldán                       | 116                                    | 116                                    | 0,09                                   |
|                                              | Otros                                  | Alberto R. Mascías                     | 106                                    | 106                                    | 0,09                                   |
|                                              | Otros                                  | José Ingegnieros                       | 99                                     | 99                                     | 0,08                                   |
|                                              | Otros                                  | Leopoldo Lugones                       | 32                                     | 32                                     | 0,03                                   |
|                                              | Otros                                  | José V. Letchós                        | 28                                     | 28                                     | 0,02                                   |
|                                              | Otros                                  | Pedro Lacavera                         | 23                                     | 23                                     | 0,02                                   |
|                                              | Otros                                  | Aurelio Gómez                          | 21                                     | 21                                     | 0,02                                   |
|                                              | Otros                                  | Otros                                  | Otros                                  | 120                                    | 0,10                                   |
| Votos positivos                              | Votos positivos                        | Votos positivos                        | Votos positivos                        | 123.892                                | 99,49                                  |
| Votos en blanco                              | Votos en blanco                        | Votos en blanco                        | Votos en blanco                        | 640                                    | 0,51                                   |
| Total de votos                               | Total de votos                         | Total de votos                         | Total de votos                         | 124.532                                | 100                                    |
| Electores registrados/Participación          | Electores registrados/Participación    | Electores registrados/Participación    | Electores registrados/Participación    | 147.689                                | 84,32                                  |
| Provincia de Catamarca 2 Diputados           |                                        |                                        |                                        |                                        |                                        |
| Partido                                      | Partido                                | Candidato                              | Votos al candidato                     | Votos al partido                       | %                                      |
|                                              | Partido Oficialista                    | Ángel E. Mercado                       | 7.703                                  | 7.703                                  | 57,32                                  |
| Tomás A. Vergara                             | Partido Oficialista                    | 6.449                                  |                                        | 7.703                                  | 57,32                                  |
|                                              | Otros                                  | Guillermo Correa                       | 3.933                                  | 3.933                                  | 29,27                                  |
|                                              | Otros                                  | Francisco Ramón Galíndez               | 1.454                                  | 1.454                                  | 10,82                                  |
|                                              | Otros                                  | Carlos A. de la Vega                   | 200                                    | 200                                    | 1,49                                   |
|                                              | Otros                                  | Ángel V. Maza                          | 100                                    | 100                                    | 0,74                                   |
|                                              | Otros                                  | Simón Avellaneda                       | 10                                     | 10                                     | 0,07                                   |
|                                              | Otros                                  | E. Molina                              | 6                                      | 6                                      | 0,04                                   |
|                                              | Otros                                  | H. Herrera                             | 6                                      | 6                                      | 0,04                                   |
|                                              | Otros                                  | R. Castillo                            | 5                                      | 5                                      | 0,04                                   |
|                                              | Otros                                  | Agustín Madueño                        | 3                                      | 3                                      | 0,02                                   |
|                                              | Otros                                  | P. de la Vega                          | 3                                      | 3                                      | 0,02                                   |
|                                              | Otros                                  | E. Ocampo                              | 2                                      | 2                                      | 0,02                                   |
|                                              | Otros                                  | R. Cerezo                              | 1                                      | 1                                      | 0,01                                   |
|                                              | Otros                                  | Luis Gaucho Luna                       | 1                                      | 1                                      | 0,01                                   |
|                                              | Otros                                  | D. Narváez                             | 1                                      | 1                                      | 0,01                                   |
|                                              | Otros                                  | J. Herrera                             | 1                                      | 1                                      | 0,01                                   |
|                                              | Otros                                  | D. Noguez                              | 1                                      | 1                                      | 0,01                                   |
|                                              | Otros                                  | Ramón G. Acosta                        | 1                                      | 1                                      | 0,01                                   |
|                                              | Otros                                  | Martín T. Sosa                         | 1                                      | 1                                      | 0,01                                   |
|                                              | Otros                                  | Julio C. Porta                         | 1                                      | 1                                      | 0,01                                   |
|                                              | Otros                                  | R. Covarrubias Terán                   | 1                                      | 1                                      | 0,01                                   |
|                                              | Otros                                  | Juan Cano                              | 1                                      | 1                                      | 0,01                                   |
|                                              | Otros                                  | Pedro I. Acuña                         | 1                                      | 1                                      | 0,01                                   |
|                                              | Otros                                  | J. M. Ahumada                          | 1                                      | 1                                      | 0,01                                   |
|                                              | Otros                                  | J. S. Daza                             | 1                                      | 1                                      | 0,01                                   |
| Votos positivos                              | Votos positivos                        | Votos positivos                        | Votos positivos                        | 13.438                                 | 99,33                                  |
| Votos en blanco                              | Votos en blanco                        | Votos en blanco                        | Votos en blanco                        | 85                                     | 0,63                                   |
| Votos anulados                               | Votos anulados                         | Votos anulados                         | Votos anulados                         | 5                                      | 0,04                                   |
| Total de votos                               | Total de votos                         | Total de votos                         | Total de votos                         | 13.528                                 | 100                                    |
| Electores registrados/Participación          | Electores registrados/Participación    | Electores registrados/Participación    | Electores registrados/Participación    | 19.690                                 | 68,70                                  |
| Provincia de Córdoba 3 Diputados             |                                        |                                        |                                        |                                        |                                        |
| Partido                                      | Partido                                | Candidato                              | Votos al candidato                     | Votos al partido                       | %                                      |
|                                              | Partido Demócrata                      | Félix T. Garzón                        | 18.875                                 | 18.875                                 | 41,19                                  |
| José del Viso                                | Partido Demócrata                      | 17.212                                 |                                        | 18.875                                 | 41,19                                  |
|                                              | Unión Cívica Radical                   | Nicasio Salas Oroño                    | 16.862                                 | 16.862                                 | 36,80                                  |
| Jesús Vaca Narvaja                           | Unión Cívica Radical                   | 16.467                                 |                                        | 16.862                                 | 36,80                                  |
|                                              | Otros                                  | Manuel Peña                            | 9.823                                  | 9.823                                  | 21,44                                  |
| Daniel Fernández                             | Otros                                  | 7.406                                  |                                        | 9.823                                  | 21,44                                  |
|                                              | Partido Socialista                     | Parpal                                 | 262                                    | 262                                    | 0,57                                   |
| Félix Paolucci                               | Partido Socialista                     | 262                                    |                                        | 262                                    | 0,57                                   |
| Votos positivos                              | Votos positivos                        | Votos positivos                        | Votos positivos                        | 45.822                                 | 86,13                                  |
| Diferencia de actas                          | Diferencia de actas                    | Diferencia de actas                    | Diferencia de actas                    | 7.376                                  | 13,87                                  |
| Total de votos                               | Total de votos                         | Total de votos                         | Total de votos                         | 53.198                                 | 100                                    |
| Electores registrados/Participación          | Electores registrados/Participación    | Electores registrados/Participación    | Electores registrados/Participación    | 122.433                                | 43,45                                  |
| Provincia de Corrientes 5 Diputados          |                                        |                                        |                                        |                                        |                                        |
| Partido                                      | Partido                                | Candidato                              | Votos al candidato                     | Votos al partido                       | %                                      |
|                                              | Coalición Liberal y Autonomista        | Álvaro I. Márquez                      | 19.783                                 | 19.783                                 | 52,76                                  |
| Guillermo Rojas                              | Coalición Liberal y Autonomista        | 19.702                                 |                                        | 19.783                                 | 52,76                                  |
| Manuel Bonastre                              | Coalición Liberal y Autonomista        | 19.725                                 |                                        | 19.783                                 | 52,76                                  |
| Evaristo Pérez Virasoro                      | Coalición Liberal y Autonomista        | 19.280                                 |                                        | 19.783                                 | 52,76                                  |
|                                              | Partido Liberal Disidente              | Manuel Bejarano                        | 8.937                                  | 8.937                                  | 23,83                                  |
| Ernesto E. Ezquer                            | Partido Liberal Disidente              | 8.472                                  |                                        | 8.937                                  | 23,83                                  |
| Pedro Sánchez                                | Partido Liberal Disidente              | 8.294                                  |                                        | 8.937                                  | 23,83                                  |
| Ramón Díaz de Vivar                          | Partido Liberal Disidente              | 8.448                                  |                                        | 8.937                                  | 23,83                                  |
|                                              | Unión Cívica Radical                   | Pedro Numa Soto                        | 8.776                                  | 8.776                                  | 23,41                                  |
| Eudoro Vargas Gómez                          | Unión Cívica Radical                   | 8.271                                  |                                        | 8.776                                  | 23,41                                  |
| Ángel Blanco                                 | Unión Cívica Radical                   | 8.173                                  |                                        | 8.776                                  | 23,41                                  |
| Juan P. Acosta                               | Unión Cívica Radical                   | 8.156                                  |                                        | 8.776                                  | 23,41                                  |
| Total de votos                               | Total de votos                         | Total de votos                         | Total de votos                         | 37.496                                 | 100                                    |
| Electores registrados/Participación          | Electores registrados/Participación    | Electores registrados/Participación    | Electores registrados/Participación    | 61.684                                 | 60,79                                  |
| Provincia de Entre Ríos 8 Diputados          |                                        |                                        |                                        |                                        |                                        |
| Partido                                      | Partido                                | Candidato                              | Votos al candidato                     | Votos al partido                       | %                                      |
|                                              | Unión Cívica Radical                   | Leopoldo Melo                          | 25.947                                 | 25.947                                 | 47,42                                  |
| Celestino Marcó                              | Unión Cívica Radical                   | 25.799                                 |                                        | 25.947                                 | 47,42                                  |
| Miguel M. Laurencena                         | Unión Cívica Radical                   | 25.773                                 |                                        | 25.947                                 | 47,42                                  |
| Emilio Mihura                                | Unión Cívica Radical                   | 25.766                                 |                                        | 25.947                                 | 47,42                                  |
| Gregorio E. Morán                            | Unión Cívica Radical                   | 25.724                                 |                                        | 25.947                                 | 47,42                                  |
| Juan Cruz Paiz                               | Unión Cívica Radical                   | 25.692                                 |                                        | 25.947                                 | 47,42                                  |
|                                              | Partido Provincial                     | Emilio Marchini                        | 21.339                                 | 21.339                                 | 39,00                                  |
| Agustín Redoni                               | Partido Provincial                     | 21.323                                 |                                        | 21.339                                 | 39,00                                  |
| Cupertino Otaño                              | Partido Provincial                     | 21.245                                 |                                        | 21.339                                 | 39,00                                  |
| Emerio R. Ferreyra                           | Partido Provincial                     | 15.108                                 |                                        | 21.339                                 | 39,00                                  |
| Faustino M. Parera                           | Partido Provincial                     | 14.935                                 |                                        | 21.339                                 | 39,00                                  |
| Manuel Leiva                                 | Partido Provincial                     | 14.868                                 |                                        | 21.339                                 | 39,00                                  |
|                                              | Carbosistas                            | Antonio Muzzio                         | 6.615                                  | 6.615                                  | 12,09                                  |
| Carmelo Crespo                               | Carbosistas                            | 6.613                                  |                                        | 6.615                                  | 12,09                                  |
| Casiano Calderón                             | Carbosistas                            | 6.479                                  |                                        | 6.615                                  | 12,09                                  |
|                                              | Otros                                  | Otros                                  | Otros                                  | 816                                    | 1,49                                   |
| Total de votos                               | Total de votos                         | Total de votos                         | Total de votos                         | 54.717                                 | 100                                    |
| Electores registrados/Participación          | Electores registrados/Participación    | Electores registrados/Participación    | Electores registrados/Participación    | 71.445                                 | 76,59                                  |
| Provincia de Jujuy 1 Diputado                |                                        |                                        |                                        |                                        |                                        |
| Partido                                      | Partido                                | Candidato                              | Candidato                              | Votos                                  | %                                      |
|                                              | Partido Oficialista                    | Alberto Zavala                         | Alberto Zavala                         | 3.806                                  | 51,35                                  |
|                                              | Unión Cívica Radical                   | Teófilo Sánchez de Bustamante (h)      | Teófilo Sánchez de Bustamante (h)      | 3.606                                  | 48,65                                  |
| Votos positivos                              | Votos positivos                        | Votos positivos                        | Votos positivos                        | 7.412                                  | 91,54                                  |
| Diferencia de actas                          | Diferencia de actas                    | Diferencia de actas                    | Diferencia de actas                    | 685                                    | 8,46                                   |
| Total de votos                               | Total de votos                         | Total de votos                         | Total de votos                         | 8.097                                  | 100                                    |
| Electores registrados/Participación          | Electores registrados/Participación    | Electores registrados/Participación    | Electores registrados/Participación    | 14.000                                 | 57,84                                  |
| Provincia de La Rioja 1 Diputado             |                                        |                                        |                                        |                                        |                                        |
| Partido                                      | Partido                                | Candidato                              | Candidato                              | Votos                                  | %                                      |
|                                              | Partido Conservador                    | Antonio P. García                      | Antonio P. García                      | 6.599                                  | 89,98                                  |
|                                              | Unión Cívica Radical                   | Pelagio Luna                           | Pelagio Luna                           | 500                                    | 6,82                                   |
|                                              | Otros                                  | Otros                                  | Otros                                  | 235                                    | 3,20                                   |
| Votos positivos                              | Votos positivos                        | Votos positivos                        | Votos positivos                        | 7.334                                  | 91,90                                  |
| Votos en blanco                              | Votos en blanco                        | Votos en blanco                        | Votos en blanco                        | 646                                    | 8,10                                   |
| Total de votos                               | Total de votos                         | Total de votos                         | Total de votos                         | 7.980                                  | 100                                    |
| Electores registrados/Participación          | Electores registrados/Participación    | Electores registrados/Participación    | Electores registrados/Participación    | 16.400                                 | 48,66                                  |
| Provincia de Mendoza 3 Diputados             |                                        |                                        |                                        |                                        |                                        |
| Partido                                      | Partido                                | Candidato                              | Votos al candidato                     | Votos al partido                       | %                                      |
|                                              | Partido Popular                        | Luis F. Silveti                        | 15.453                                 | 15.453                                 | 66,82                                  |
| Rafael M. Aguirre                            | Partido Popular                        | 14.726                                 |                                        | 15.453                                 | 66,82                                  |
|                                              | Unión Cívica Radical                   | Diógenes Aguirre                       | 6.871                                  | 6.871                                  | 29,71                                  |
| Pedro N. Ortiz                               | Unión Cívica Radical                   | 6.470                                  |                                        | 6.871                                  | 29,71                                  |
|                                              | Otros                                  | Jorge Céspedes                         | 611                                    | 611                                    | 2,64                                   |
|                                              | Otros                                  | Severo G. del Castillo                 | 46                                     | 46                                     | 0,20                                   |
|                                              | Otros                                  | Carlos Galigniana Segura               | 34                                     | 34                                     | 0,15                                   |
|                                              | Otros                                  | Adolfo Calle                           | 31                                     | 31                                     | 0,13                                   |
|                                              | Otros                                  | Manuel Guiñasú                         | 12                                     | 12                                     | 0,05                                   |
|                                              | Otros                                  | Dionisio G. del Castillo               | 9                                      | 9                                      | 0,04                                   |
|                                              | Otros                                  | Jualián Barraquero                     | 9                                      | 9                                      | 0,04                                   |
|                                              | Otros                                  | Julio César Raffo de la Reta           | 5                                      | 5                                      | 0,02                                   |
|                                              | Otros                                  | José Néstor Lencinas                   | 4                                      | 4                                      | 0,02                                   |
|                                              | Otros                                  | Arturo Funes                           | 4                                      | 4                                      | 0,02                                   |
|                                              | Otros                                  | Pedro T. Lucero                        | 3                                      | 3                                      | 0,01                                   |
|                                              | Otros                                  | Eliseo Marenco                         | 2                                      | 2                                      | 0,01                                   |
|                                              | Otros                                  | Ramón Videla (h)                       | 2                                      | 2                                      | 0,01                                   |
|                                              | Otros                                  | Alberto Day                            | 2                                      | 2                                      | 0,01                                   |
|                                              | Otros                                  | Enrique González                       | 2                                      | 2                                      | 0,01                                   |
|                                              | Otros                                  | José F. de Castro                      | 2                                      | 2                                      | 0,01                                   |
|                                              | Otros                                  | Manuel Recabarren                      | 2                                      | 2                                      | 0,01                                   |
|                                              | Otros                                  | Pablo A. Palma                         | 1                                      | 1                                      | 0,00                                   |
|                                              | Otros                                  | Juan M. Contreras                      | 1                                      | 1                                      | 0,00                                   |
|                                              | Otros                                  | José A. Salas                          | 1                                      | 1                                      | 0,00                                   |
|                                              | Otros                                  | Santos Moyano                          | 1                                      | 1                                      | 0,00                                   |
|                                              | Otros                                  | R. Videla Arroyo                       | 1                                      | 1                                      | 0,00                                   |
|                                              | Otros                                  | J. Melins                              | 1                                      | 1                                      | 0,00                                   |
|                                              | Otros                                  | Enrique L. Day                         | 1                                      | 1                                      | 0,00                                   |
|                                              | Otros                                  | Conrado Céspedes                       | 1                                      | 1                                      | 0,00                                   |
|                                              | Otros                                  | Melchor Villanueva                     | 1                                      | 1                                      | 0,00                                   |
|                                              | Otros                                  | Juan C. Reghito                        | 1                                      | 1                                      | 0,00                                   |
|                                              | Otros                                  | Lobos Amigorena                        | 1                                      | 1                                      | 0,00                                   |
|                                              | Otros                                  | A. Suárez                              | 1                                      | 1                                      | 0,00                                   |
|                                              | Otros                                  | Silvestre Peña y Lillo                 | 1                                      | 1                                      | 0,00                                   |
|                                              | Otros                                  | J. Álvarez                             | 1                                      | 1                                      | 0,00                                   |
|                                              | Otros                                  | Arturo Cubillos                        | 1                                      | 1                                      | 0,00                                   |
|                                              | Otros                                  | Manuel P. García                       | 1                                      | 1                                      | 0,00                                   |
|                                              | Otros                                  | Ludivico Ivannissini                   | 1                                      | 1                                      | 0,00                                   |
|                                              | Otros                                  | Carlos Madariaga                       | 1                                      | 1                                      | 0,00                                   |
|                                              | Otros                                  | M. González                            | 1                                      | 1                                      | 0,00                                   |
|                                              | Otros                                  | Deodato Marinelli                      | 1                                      | 1                                      | 0,00                                   |
|                                              | Otros                                  | Mariano V. Lugones                     | 1                                      | 1                                      | 0,00                                   |
| Votos positivos                              | Votos positivos                        | Votos positivos                        | Votos positivos                        | 23.125                                 | 97,49                                  |
| Votos en blanco                              | Votos en blanco                        | Votos en blanco                        | Votos en blanco                        | 595                                    | 2,51                                   |
| Total de votos                               | Total de votos                         | Total de votos                         | Total de votos                         | 23.720                                 | 100                                    |
| Electores registrados/Participación          | Electores registrados/Participación    | Electores registrados/Participación    | Electores registrados/Participación    | 40.987                                 | 57,87                                  |
| Provincia de Salta 2 Diputados               |                                        |                                        |                                        |                                        |                                        |
| Partido                                      | Partido                                | Candidato                              | Votos al candidato                     | Votos al partido                       | %                                      |
|                                              | Unión Provincial                       | David Saravia Castro                   | 10.389                                 | 10.389                                 | 93,98                                  |
| Francisco M. Uriburu                         | Unión Provincial                       | 10.350                                 |                                        | 10.389                                 | 93,98                                  |
|                                              | Unión Cívica Radical                   | Carlos Outes                           | 242                                    | 242                                    | 2,19                                   |
| Florentín Linares                            | Unión Cívica Radical                   | 236                                    |                                        | 242                                    | 2,19                                   |
|                                              | Partido Socialista                     | Manuel Laprida                         | 193                                    | 193                                    | 1,75                                   |
| Martín Juárez                                | Partido Socialista                     | 191                                    |                                        | 193                                    | 1,75                                   |
|                                              | Otros                                  | Rosendo Gigena                         | 37                                     | 37                                     | 0,33                                   |
|                                              | Otros                                  | Carlos M. Saravia                      | 37                                     | 37                                     | 0,33                                   |
|                                              | Otros                                  | Ciro Anzoategui                        | 24                                     | 24                                     | 0,22                                   |
|                                              | Otros                                  | Domingo Castillo                       | 24                                     | 24                                     | 0,22                                   |
|                                              | Otros                                  | Javier Saravia                         | 22                                     | 22                                     | 0,20                                   |
|                                              | Otros                                  | Abraham Cornejo                        | 22                                     | 22                                     | 0,20                                   |
|                                              | Otros                                  | Fernando López                         | 13                                     | 13                                     | 0,12                                   |
|                                              | Otros                                  | José Saravia                           | 7                                      | 7                                      | 0,06                                   |
|                                              | Otros                                  | José López Reyna                       | 4                                      | 4                                      | 0,04                                   |
|                                              | Otros                                  | Víctor M. Tejada                       | 4                                      | 4                                      | 0,04                                   |
|                                              | Otros                                  | Manuel Anzoategui                      | 4                                      | 4                                      | 0,04                                   |
|                                              | Otros                                  | Pedro Aráoz                            | 3                                      | 3                                      | 0,03                                   |
|                                              | Otros                                  | Diego Villalba                         | 3                                      | 3                                      | 0,03                                   |
|                                              | Otros                                  | Joaquín Castellanos                    | 2                                      | 2                                      | 0,02                                   |
|                                              | Otros                                  | Ricardo Ibazeta                        | 2                                      | 2                                      | 0,02                                   |
|                                              | Otros                                  | José Lavaque                           | 2                                      | 2                                      | 0,02                                   |
|                                              | Otros                                  | Valdez Fresco                          | 1                                      | 1                                      | 0,01                                   |
|                                              | Otros                                  | Ricardo Aráoz                          | 1                                      | 1                                      | 0,01                                   |
|                                              | Otros                                  | Miguel Flemming                        | 1                                      | 1                                      | 0,01                                   |
|                                              | Otros                                  | Julio Cornejo                          | 1                                      | 1                                      | 0,01                                   |
|                                              | Otros                                  | Carlos Serrey                          | 1                                      | 1                                      | 0,01                                   |
|                                              | Otros                                  | Ángel S. Villagrán                     | 1                                      | 1                                      | 0,01                                   |
|                                              | Otros                                  | José Cáceres                           | 1                                      | 1                                      | 0,01                                   |
|                                              | Otros                                  | Antonio Torres                         | 1                                      | 1                                      | 0,01                                   |
|                                              | Otros                                  | Manuel Ramón Alvarado                  | 1                                      | 1                                      | 0,01                                   |
|                                              | Otros                                  | Roberto Ruiz Ovejero                   | 1                                      | 1                                      | 0,01                                   |
|                                              | Otros                                  | César de la Cuesta                     | 1                                      | 1                                      | 0,01                                   |
|                                              | Otros                                  | José Astigueta                         | 1                                      | 1                                      | 0,01                                   |
|                                              | Otros                                  | Julio Ovejero                          | 1                                      | 1                                      | 0,01                                   |
|                                              | Otros                                  | David M. Saravia                       | 1                                      | 1                                      | 0,01                                   |
|                                              | Otros                                  | Tomás Chávez                           | 1                                      | 1                                      | 0,01                                   |
|                                              | Otros                                  | Primitivo Díaz                         | 1                                      | 1                                      | 0,01                                   |
|                                              | Otros                                  | Juan P. Amarante                       | 1                                      | 1                                      | 0,01                                   |
|                                              | Otros                                  | Antenor Sánchez                        | 1                                      | 1                                      | 0,01                                   |
|                                              | Otros                                  | Carlos Poma                            | 1                                      | 1                                      | 0,01                                   |
|                                              | Otros                                  | Atilio Lanzi                           | 1                                      | 1                                      | 0,01                                   |
|                                              | Otros                                  | Mariano Peralta                        | 1                                      | 1                                      | 0,01                                   |
| Votos positivos                              | Votos positivos                        | Votos positivos                        | Votos positivos                        | 11.055                                 | 78,33                                  |
| Votos en blanco                              | Votos en blanco                        | Votos en blanco                        | Votos en blanco                        | 3.059                                  | 21,67                                  |
| Total de votos                               | Total de votos                         | Total de votos                         | Total de votos                         | 14.114                                 | 100                                    |
| Electores registrados/Participación          | Electores registrados/Participación    | Electores registrados/Participación    | Electores registrados/Participación    | 28.303                                 | 49,87                                  |
| Provincia de San Juan 1 Diputado             |                                        |                                        |                                        |                                        |                                        |
| Partido                                      | Partido                                | Candidato                              | Candidato                              | Votos                                  | %                                      |
|                                              | Concentración Cívica                   | Roberto Barrera                        | Roberto Barrera                        | 10.194                                 | 74,96                                  |
|                                              | Unión Cívica Radical                   | Marcial V. Quiroga                     | Marcial V. Quiroga                     | 3.187                                  | 23,43                                  |
|                                              | Partido Socialista                     | Fernando Soldati                       | Fernando Soldati                       | 202                                    | 1,49                                   |
|                                              | Otros                                  | Otros                                  | Otros                                  | 17                                     | 0,13                                   |
| Votos positivos                              | Votos positivos                        | Votos positivos                        | Votos positivos                        | 13.600                                 | 98,87                                  |
| Votos en blanco                              | Votos en blanco                        | Votos en blanco                        | Votos en blanco                        | 155                                    | 1,13                                   |
| Total de votos                               | Total de votos                         | Total de votos                         | Total de votos                         | 13.755                                 | 100                                    |
| Electores registrados/Participación          | Electores registrados/Participación    | Electores registrados/Participación    | Electores registrados/Participación    | 22.016                                 | 62,48                                  |
| Provincia de Santa Fe 7 Diputados            |                                        |                                        |                                        |                                        |                                        |
| Partido                                      | Partido                                | Candidato                              | Votos al candidato                     | Votos al partido                       | %                                      |
|                                              | Unión Cívica Radical                   | Perfecto Araya                         | 38.969                                 | 38.969                                 | 62,12                                  |
| Néstor Noriega                               | Unión Cívica Radical                   | 38.866                                 |                                        | 38.969                                 | 62,12                                  |
| Ricardo Aldao                                | Unión Cívica Radical                   | 38.536                                 |                                        | 38.969                                 | 62,12                                  |
| Domingo Frugoni Zabala                       | Unión Cívica Radical                   | 38.378                                 |                                        | 38.969                                 | 62,12                                  |
| Arturo Gandolla                              | Unión Cívica Radical                   | 37.774                                 |                                        | 38.969                                 | 62,12                                  |
|                                              | Liga del Sur                           | Francisco E. Correa                    | 16.601                                 | 16.601                                 | 26,46                                  |
| Ovidio A. Lagos                              | Liga del Sur                           | 16.093                                 |                                        | 16.601                                 | 26,46                                  |
| Ramón Lucero                                 | Liga del Sur                           | 14.943                                 |                                        | 16.601                                 | 26,46                                  |
| Carlos Seligman                              | Liga del Sur                           | 10.347                                 |                                        | 16.601                                 | 26,46                                  |
| José Castagnino                              | Liga del Sur                           | 5.291                                  |                                        | 16.601                                 | 26,46                                  |
|                                              | Partido Socialista                     | Agustín Reynés                         | 2.228                                  | 2.228                                  | 3,55                                   |
| José G. Bertotto                             | Partido Socialista                     | 2.119                                  |                                        | 2.228                                  | 3,55                                   |
| Carlos N. Caminos                            | Partido Socialista                     | 2.073                                  |                                        | 2.228                                  | 3,55                                   |
| Primo Sironi                                 | Partido Socialista                     | 2.000                                  |                                        | 2.228                                  | 3,55                                   |
| Víctor Pozzoli                               | Partido Socialista                     | 1.996                                  |                                        | 2.228                                  | 3,55                                   |
|                                              | Otros                                  | Adolfo Benavídez                       | 692                                    | 692                                    | 1,10                                   |
|                                              | Otros                                  | Alberto J. Paz                         | 586                                    | 586                                    | 0,93                                   |
|                                              | Otros                                  | Juan Cepeda                            | 458                                    | 458                                    | 0,73                                   |
|                                              | Otros                                  | Eliseo M. Videla                       | 390                                    | 390                                    | 0,62                                   |
|                                              | Otros                                  | José A. Gómez                          | 254                                    | 254                                    | 0,40                                   |
|                                              | Otros                                  | Jorge Sohle                            | 223                                    | 223                                    | 0,36                                   |
|                                              | Otros                                  | Federico Molina                        | 209                                    | 209                                    | 0,33                                   |
|                                              | Otros                                  | Federico Valdez                        | 193                                    | 193                                    | 0,31                                   |
|                                              | Otros                                  | Fermín Lejarza                         | 133                                    | 133                                    | 0,21                                   |
|                                              | Otros                                  | Manuel Marini                          | 151                                    | 151                                    | 0,24                                   |
|                                              | Otros                                  | Rosendo M. Fraga                       | 117                                    | 117                                    | 0,19                                   |
|                                              | Otros                                  | Carlos Aldao                           | 113                                    | 113                                    | 0,18                                   |
|                                              | Otros                                  | Rodolfo Freyre                         | 108                                    | 108                                    | 0,17                                   |
|                                              | Otros                                  | José M. Zavalla                        | 61                                     | 61                                     | 0,10                                   |
|                                              | Otros                                  | Luciano Molinas                        | 58                                     | 58                                     | 0,09                                   |
|                                              | Otros                                  | Moisés Leiva                           | 57                                     | 57                                     | 0,09                                   |
|                                              | Otros                                  | Emilio González Echenique              | 56                                     | 56                                     | 0,09                                   |
|                                              | Otros                                  | Ramón Perazzo                          | 48                                     | 48                                     | 0,08                                   |
|                                              | Otros                                  | Valentín Echagüe                       | 48                                     | 48                                     | 0,08                                   |
|                                              | Otros                                  | Urbano J. Cullen                       | 48                                     | 48                                     | 0,08                                   |
|                                              | Otros                                  | Doningo Tettamanti                     | 48                                     | 48                                     | 0,08                                   |
|                                              | Otros                                  | Avelino Ferreyra                       | 40                                     | 40                                     | 0,06                                   |
|                                              | Otros                                  | Juan Carlos Crouzeilles                | 35                                     | 35                                     | 0,06                                   |
|                                              | Otros                                  | Clorindo Mendieta                      | 32                                     | 32                                     | 0,05                                   |
|                                              | Otros                                  | Miguel J. Culiaciatti                  | 30                                     | 30                                     | 0,05                                   |
|                                              | Otros                                  | Martín Balza                           | 30                                     | 30                                     | 0,05                                   |
|                                              | Otros                                  | Estanislao M. López                    | 29                                     | 29                                     | 0,05                                   |
|                                              | Otros                                  | Alejandro Carrasco                     | 22                                     | 22                                     | 0,04                                   |
|                                              | Otros                                  | José M. Fierro                         | 20                                     | 20                                     | 0,03                                   |
|                                              | Otros                                  | José Leguizamón                        | 14                                     | 14                                     | 0,02                                   |
|                                              | Otros                                  | Austín Lando                           | 11                                     | 11                                     | 0,02                                   |
|                                              | Otros                                  | Zenón Martínez                         | 10                                     | 10                                     | 0,02                                   |
|                                              | Otros                                  | Néstor Ferández                        | 10                                     | 10                                     | 0,02                                   |
|                                              | Otros                                  | Ramón J. Doldan                        | 9                                      | 9                                      | 0,01                                   |
|                                              | Otros                                  | Julio A. Busaniche                     | 9                                      | 9                                      | 0,01                                   |
|                                              | Otros                                  | Ricardo Caballero                      | 9                                      | 9                                      | 0,01                                   |
|                                              | Otros                                  | Ernesto Basille                        | 9                                      | 9                                      | 0,01                                   |
|                                              | Otros                                  | Austín Araya                           | 9                                      | 9                                      | 0,01                                   |
|                                              | Otros                                  | Rafael M. Funes                        | 8                                      | 8                                      | 0,01                                   |
|                                              | Otros                                  | Arturo Grunewald                       | 8                                      | 8                                      | 0,01                                   |
|                                              | Otros                                  | Gregorio Rojas                         | 7                                      | 7                                      | 0,01                                   |
|                                              | Otros                                  | Luis Popille                           | 7                                      | 7                                      | 0,01                                   |
|                                              | Otros                                  | Juan B. Baiselle                       | 7                                      | 7                                      | 0,01                                   |
|                                              | Otros                                  | Carlos Paganini                        | 7                                      | 7                                      | 0,01                                   |
|                                              | Otros                                  | Juan Vullo                             | 7                                      | 7                                      | 0,01                                   |
|                                              | Otros                                  | Juan Chavarri                          | 6                                      | 6                                      | 0,01                                   |
|                                              | Otros                                  | Jorge Ferri                            | 6                                      | 6                                      | 0,01                                   |
|                                              | Otros                                  | Florentino Soza                        | 6                                      | 6                                      | 0,01                                   |
|                                              | Otros                                  | Martín Rodríguez y Galisteo            | 5                                      | 5                                      | 0,01                                   |
|                                              | Otros                                  | Manuel Polez Pujato                    | 5                                      | 5                                      | 0,01                                   |
|                                              | Otros                                  | Carlos Sarotti                         | 5                                      | 5                                      | 0,01                                   |
|                                              | Otros                                  | Luis Calderón                          | 5                                      | 5                                      | 0,01                                   |
|                                              | Otros                                  | Juan Álvarez                           | 5                                      | 5                                      | 0,01                                   |
|                                              | Otros                                  | José Chiozza                           | 5                                      | 5                                      | 0,01                                   |
|                                              | Otros                                  | Serando Constanti                      | 5                                      | 5                                      | 0,01                                   |
|                                              | Otros                                  | Martín Elizalde                        | 5                                      | 5                                      | 0,01                                   |
|                                              | Otros                                  | Alberto J. Maza                        | 5                                      | 5                                      | 0,01                                   |
|                                              | Otros                                  | Severo Gómez                           | 4                                      | 4                                      | 0,01                                   |
|                                              | Otros                                  | Néstor Iriondo                         | 4                                      | 4                                      | 0,01                                   |
|                                              | Otros                                  | Antonio Cafferata                      | 4                                      | 4                                      | 0,01                                   |
|                                              | Otros                                  | Lisandro de la Torre                   | 4                                      | 4                                      | 0,01                                   |
|                                              | Otros                                  | 21 candidatos con tres votos cada uno  | 63                                     | 63                                     | 0,10                                   |
|                                              | Otros                                  | 44 candidatos con dos votos cada uno   | 88                                     | 88                                     | 0,14                                   |
|                                              | Otros                                  | 272 candidatos con un voto cada uno    | 272                                    | 272                                    | 0,43                                   |
| Total de votos                               | Total de votos                         | Total de votos                         | Total de votos                         | 62.730                                 | 100                                    |
| Electores registrados/Participación          | Electores registrados/Participación    | Electores registrados/Participación    | Electores registrados/Participación    | 108.163                                | 58,00                                  |
| Provincia de Santiago del Estero 2 Diputados |                                        |                                        |                                        |                                        |                                        |
| Partido                                      | Partido                                | Candidato                              | Votos al candidato                     | Votos al partido                       | %                                      |
|                                              | Unión Democrática                      | Nicanor Salvatierra                    | 22.258                                 | 22.258                                 | 97,61                                  |
| Rainerio Lugones Vieyra                      | Unión Democrática                      | 21.893                                 |                                        | 22.258                                 | 97,61                                  |
|                                              | Partido Socialista                     | Federico V. Mackeprang                 | 544                                    | 544                                    | 2,39                                   |
| Mariano Regival                              | Partido Socialista                     | 519                                    |                                        | 544                                    | 2,39                                   |
| Votos positivos                              | Votos positivos                        | Votos positivos                        | Votos positivos                        | 22.802                                 | 97,73                                  |
| Diferencia de actas                          | Diferencia de actas                    | Diferencia de actas                    | Diferencia de actas                    | 529                                    | 2,27                                   |
| Total de votos                               | Total de votos                         | Total de votos                         | Total de votos                         | 23.331                                 | 100                                    |
| Electores registrados/Participación          | Electores registrados/Participación    | Electores registrados/Participación    | Electores registrados/Participación    | 48.876                                 | 47,74                                  |
| Provincia de Tucumán 5 Diputados             |                                        |                                        |                                        |                                        |                                        |
| Partido                                      | Partido                                | Candidato                              | Votos al candidato                     | Votos al partido                       | %                                      |
|                                              | Concentración Conservadora             | Miguel M. Padilla                      | 19.139                                 | 19.139                                 | 44,83                                  |
| Ambrosio A. Nougués                          | Concentración Conservadora             | 17.249                                 |                                        | 19.139                                 | 44,83                                  |
| Alberto Zavalía Guzmán                       | Concentración Conservadora             | 14.152                                 |                                        | 19.139                                 | 44,83                                  |
| Melitón Camaño                               | Concentración Conservadora             | 13.690                                 |                                        | 19.139                                 | 44,83                                  |
|                                              | Otros                                  | Eduardo Paz                            | 11.563                                 | 11.563                                 | 27,09                                  |
|                                              | Unión Cívica Radical                   | Carlos A. Uttinger                     | 11.456                                 | 11.456                                 | 26,84                                  |
| Pedro Gregorio Sal                           | Unión Cívica Radical                   | 11.181                                 |                                        | 11.456                                 | 26,84                                  |
| Martín Berho                                 | Unión Cívica Radical                   | Sin datos                              |                                        | 11.456                                 | 26,84                                  |
| J. Cuellos Elías                             | Unión Cívica Radical                   | Sin datos                              |                                        | 11.456                                 | 26,84                                  |
|                                              | Partido Socialista                     | Sin datos                              | Sin datos                              | 531                                    | 1,24                                   |
| Total de votos                               | Total de votos                         | Total de votos                         | Total de votos                         | 42.689                                 | 100                                    |
| Electores registrados/Participación          | Electores registrados/Participación    | Electores registrados/Participación    | Electores registrados/Participación    | 71.662                                 | 59,57                                  |

1. ↑  Electo para completar el mandato de Antonio Arraga (1912-1916).
2. ↑  Renunció el 31 de agosto de 1914, reemplazdo por Julio C. Borda (UCR) en una elección especial el 18 de abril de 1915.
3. ↑  Falleció el 26 de enero de 1916, reemplazdo por Adolfo Contte (PLCo) en 1916.
4. ↑  Electo para completar el mandato de Eugenio E. Breard (1912-1916). Manuel Bejarano falleció el 22 de octubre de 1915, no fue reemplazado.
5. ↑  Renunció el 15 de marzo de 1917, no fue reemplazado.
6. ↑  Renunció el 23 de septiembre de 1914, lo reemplaza Martín Reibel (UCR) en una elección especial el 15 de noviembre de 1914.
7. 1 2  La Cámara produce despacho de mayoría y minoría en favor de Sánchez de Bustamante y Zavala, pero son rechazados en la sesión del 24 de julio de 1914. Quedando anulada la elección.
8. ↑  Falleció el 6 de septiembre de 1915, lo reemplaza Félix de la Colina (Unión Conservadora) en 1916.
9. ↑  Renunció el 31 de mayo de 1916, lo reemplaza Ricardo Caballero (UCR-U) en una elección especial el 3 de septiembre de 1916.
10. ↑  Electo para completar el mandato de José Benjamín Ábalos (1912-1916).
11. ↑  Falleció el 26 de julio de 1916, lo reemplaza José M. Zavalla (UCR-U) en una elección especial el 3 de septiembre de 1916.
12. ↑  Marcial Candioti, Manuel Francioni, Ludónico Camuzzi, Guillermo Lugasti, Euso Bordaberi, Guillermo Pessan, Juan B. Oroño, Juan Magilioto, N. Pochot, Eduardo Arquint, Luis M. Urdani, Salfador J. Salva, Emilio Pfister, Gerónimo Lassaga, Luis Burmeister, Eduardo Isla, Avelino Canetti, Antonio Vayla, Sixto Carpio, Claudio Bravo y Juan A. Cantero.
13. ↑  César A. Berraz, Eugenio Puccio, Manuel I. Pujato, Euri Faistino, Estanislao Zavallos, Atanacio Páez, Pascual Zavalla Corbo, Pedro Gómez Cello, Hermeregildo Basualdo, Francisco Menchaca, Manuel Bravo, Domingo Regulos, Elisando Francisco, Roque Sáenz Peña, José B. Ábalos, C. Casablanca, H. Monasterio, F. J. Maseras, Oscar Fontanarrosa, Juan B. Siburo, Daniel Infante, Juan L. Feraroti, Emilio Cardarelli, José Comas, Daniel D. Pérez, Miguel A. Juárez, Roberto Roiz, Fernando Peza, J. Marales, Enrique Thedyn, Elías Luquez, P. San Martín, A. Rocla (h), N. Risso, Eramosino Vivas, Juan E. Ogginini, Santiago Urman, P. Merucheti, Luis Sánchez, Santiago de San Martín, Juan D. Rivas, Armando Antille, A. Crecca y Clementino S. Paredes.
14. ↑  José J. Amavet, Edmundo J. Rosas, José Codoni, Amadeo Ramírez, Gregorio Parera, Francisco Motoverria, Nrique Pérez, Benjamín J. Ocampo, Julián V. Pera, Jacinto Fernández, Tobías Garzón, Alfredo Acosta, Francisco Alfonso, Néstor Pezario, José Menchaca, Genaro Doldan, José M. Cullen, Aureliano Argento, Alejandro García, Aquiles Guindon, Emilio Nicolini, Carlos Casabianca, José Payo, Atilio Borzone, Francisco Genero, Ángel Borra, E. Denner, T. V. Tranquilo, Juan Parma, Agustín Repetto, Benito J. Parma, José B. Parma, Juan M. Parma, F. Bernasconi, Deogenes Antille, Elías F. Guastavino, Martín Meyer, Manuel Carlés, David Peña, Gerardo Costanti, Manuel Menchaca, Agustín Boneo, Juan Azzanin, Juan B. Ambrosio, Pascual Copes, Julio Bello, Isac Francioni, Enrique Mosca, A. R. Arquinio, Amenco Aguiar, José V. Parpal, Eluterio J. Guiberts, Faustino Parera, Eberio M. Terrecro, Emilio Marchini, Manuel C. Leiva, Cupertino Otaño, Edmundo J. Escobar, Vicente Zugaramo, Arturo Anello, Eugenio Almeda, Valentín Vidarte, Ramón J. Lassaga, Manuel M. Ávalos, Eduardo Marini, Mauricio Ayala, Francisco B. Caminos, M. López Zamora, Federico Acevedo, Bartolomé Baigorria, Manuel del Pino, Ricardo A. Nuñes, Normado Mantanaco, Alfredo Pedroza, Valdino Bazualdo, Leonides Soza, Juan Avasolo, B. Oriol, A. Molchini, Tomás Serrute, Francisco Falca, Camilo Aldao, R. Pacha, José B. Aregalo, Artecio Sánchez, Fernando Leonar, Ovidio Rodríguez (h), J. Casartelli, José Lencina, Pedro N. Arias, Luis V. López, Domingo Borghi, H. Carreras, Máximo Rofell, Manuel Sugaste, Alfredo Chaves, José Borganavo, N. Palacios Costas, Severo H. Lubary, Atilio B. Troila, A. Mavasco (h), Indalecio Gómez, Pacífico Díaz, H. da Fonseca, Domingo Astorga, Juan Alian, S. Rodríguez, J. Lavieri, Domingo Pérez, Antonio Díaz, Juan P. Girardi, Cecilio Juanto, A. Monteverde, Avelardo Romero, Jorge A. Lamosa, Lozan S. Soldini, Laureano Araya, J. Schlieefer, Pedro T. Ibueso, H. Roselli, Oscar Meyer, E. Rosember, C. de Larrechea, Carlos A. Marc, A. Burello, Ignacio Crespo, A. Terraposa, Geraedo Avelardo, W. Tietjen, Julio Pacone, Lozano Soldini, José G. Porozini, Claudio Avechuco, Baldomero Villarini, Asensio Báez, Enrique A. Larrazábal, Martín Fragueiro, C. Nuniaguirre, José V. Molinas, B. Vasallo, Juan H. Norcheti, R. González, C. Frago, T. Mendoza, R. Foster, Antonio Chateau, Pío Morales, Cándido Cañeto, Francisco Spigardi, H. López, Miguel Elizande, Enrique Meredis, Remonda Mingraud, Gervasio Colombres, Leguizamundo Ramírez, Nicanor Goicochea, Pedro A. Ardua, Francisco Pabla Silona, Ramón Figueroa, N. Grassi, A. Echastre, Tomás Nemez, L. Sremin, S. Rivero, J. Mantalvo, P. Márquez, N. Friggeno, T. Goicochea, Salvador Pedroza , N. Trochia, H. B. Taborda, Octavio Grandoli, L. Ghiodi, Juan Erche, Manuel E. Riveros, Juan Cafasio, J. Chavarría, N. Martínez, S. Palacios Costas, Ampinio Méndez, Arturo Ávalos, Esban Bufa, José Ghidi, Gerónimo Morales, Z. Pigato, Eliseo Alarcón, L. San Martín, Adolfo T. Franco, Fidel Casagrande, Benjamín Ávalos, B. Sanches, X. Testoni, L. Caballero, G. Zavata, A. Almada, L. Soldini, Agustín Copas, Juan Perosio, Pedro Torel, N. Amuschástegui, M. Herrera, A. Menucci, J. Avelino Palacios, N. Erdumjol, Pedro Menucci, José B. Díaz, Jorge R. Rodrigues, V. Sotelo, Rodolfo Brusso, Pedro E. Tietjen, H. Mini, S. Aguirre, D. G. Panezini, J. B. Rodríguez, Telamo Romero, C. Petite, Pedro Minso, Domingo C. Benítez, Anselmo Ferreyra, José Sotelo, Alfredo Palacios, Luis B. González, Alfredo J. Ruillos, J. Eborrea, Manuel Martínez, C. Caceros, Severato Piedrabuona, Argentina Blanco, Eduardo Miraldi, Juan Romero, Domingo Acosta, Ambrosio Aquino, Martín Cabral, Froilán Ayala, Luis Oliva, José Beuci, Francisco Biero, Pablo Rota, Francisco Bruno, Joaquín Lagos, Benjamín Varela, Calisteo Acosta, Emilio Serafín Devoto, Francisco Bertono, José E. Luja, José Casalegno, Carlos Avalle, Francisco José Amellino, José Arias, Juan J. Arias, Donato Díaz, Juan Camussi, Benito Luizaroti, Pedro Alastury, N. Ornis, J. Morgenti, Simón Lauretta, Carlos Benítez, F. Baes, Juan Braco, Flavio Layola, José Cortero, Juan G. Pérez, Miguel Falco, Felipe Morales, José Ríos, Damascano Castro, Ricardo Ortiz, Francisco Alezander, Rómulo Acuño, Pedro Arriola, y Horacio Gomes.
15. ↑  Falleció el 21 de enero de 1915, lo reemplaza Ernesto Jerez (UCR) en una elección especial el 18 de abril de 1915.

## Elecciones parciales
| Provincia de Córdoba 1 Diputado 18 de abril de 1915 y 2 de mayo de 1915 | Provincia de Córdoba 1 Diputado 18 de abril de 1915 y 2 de mayo de 1915 | Provincia de Córdoba 1 Diputado 18 de abril de 1915 y 2 de mayo de 1915 | Provincia de Córdoba 1 Diputado 18 de abril de 1915 y 2 de mayo de 1915 | Provincia de Córdoba 1 Diputado 18 de abril de 1915 y 2 de mayo de 1915 |
| Candidato                                                               | Partido                                                                 | Partido                                                                 | Votos                                                                   | %                                                                       |
| ----------------------------------------------------------------------- | ----------------------------------------------------------------------- | ----------------------------------------------------------------------- | ----------------------------------------------------------------------- | ----------------------------------------------------------------------- |
| Julio C. Borda                                                          |                                                                         | Unión Cívica Radical                                                    | 30.305                                                                  | 61,15                                                                   |
| Félix Sarría                                                            |                                                                         | Partido Demócrata                                                       | 19.256                                                                  | 38,85                                                                   |
|                                                                         |                                                                         |                                                                         |                                                                         |                                                                         |
| Votos válidos                                                           | Votos válidos                                                           | Votos válidos                                                           | 49.561                                                                  | 59,95                                                                   |
| Votos en blanco                                                         | Votos en blanco                                                         | Votos en blanco                                                         | 33.103                                                                  | 40,05                                                                   |
| Total de votantes                                                       | Total de votantes                                                       | Total de votantes                                                       | 82.664                                                                  | 100                                                                     |
| Electores registrados/Participación                                     | Electores registrados/Participación                                     | Electores registrados/Participación                                     | 132.600                                                                 | 62,34                                                                   |
| Entre Ríos 1 Diputado 15 de noviembre de 1914                           |                                                                         |                                                                         |                                                                         |                                                                         |
| Candidato                                                               | Partido                                                                 | Partido                                                                 | Votos                                                                   | %                                                                       |
| Martín Reibel                                                           |                                                                         | Unión Cívica Radical                                                    | 27.516                                                                  | 85,42                                                                   |
| Juan Machain                                                            |                                                                         |                                                                         | 3.830                                                                   | 11,89                                                                   |
| Votos varios                                                            | Votos varios                                                            | Votos varios                                                            | 867                                                                     | 2,69                                                                    |
|                                                                         |                                                                         |                                                                         |                                                                         |                                                                         |
| Votos válidos                                                           | Votos válidos                                                           | Votos válidos                                                           | 32.213                                                                  | 86,37                                                                   |
| Votos en blanco                                                         | Votos en blanco                                                         | Votos en blanco                                                         | 5.085                                                                   | 13,63                                                                   |
| Total de votantes                                                       | Total de votantes                                                       | Total de votantes                                                       | 37.298                                                                  | 100                                                                     |
| Jujuy 1 Diputado 18 de abril de 1915                                    |                                                                         |                                                                         |                                                                         |                                                                         |
| Candidato                                                               | Partido                                                                 | Partido                                                                 | Votos                                                                   | %                                                                       |
| Miguel Iturbe                                                           |                                                                         | Partido Provincial                                                      | 4.554                                                                   | 57,75                                                                   |
| Teófilo Sánchez de Bustamante (h)                                       |                                                                         | Unión Cívica Radical                                                    | 3.331                                                                   | 42,24                                                                   |
| Guillermo Rivas                                                         |                                                                         |                                                                         | 1                                                                       | 0,01                                                                    |
|                                                                         |                                                                         |                                                                         |                                                                         |                                                                         |
| Votos válidos                                                           | Votos válidos                                                           | Votos válidos                                                           | 7.886                                                                   | 98,17                                                                   |
| Votos en blanco                                                         | Votos en blanco                                                         | Votos en blanco                                                         | 53                                                                      | 0,66                                                                    |
| Votos nulos                                                             | Votos nulos                                                             | Votos nulos                                                             | 22                                                                      | 0,27                                                                    |
| Sobres vacíos                                                           | Sobres vacíos                                                           | Sobres vacíos                                                           | 67                                                                      | 0,83                                                                    |
| Sobres sin firma                                                        | Sobres sin firma                                                        | Sobres sin firma                                                        | 5                                                                       | 0,06                                                                    |
| Total de votantes                                                       | Total de votantes                                                       | Total de votantes                                                       | 8.033                                                                   | 100                                                                     |
| Santiago del Estero 1 Diputado 18 de abril de 1915 y 2 de mayo de 1915  |                                                                         |                                                                         |                                                                         |                                                                         |
| Candidato                                                               | Partido                                                                 | Partido                                                                 | Votos                                                                   | %                                                                       |
| Ernesto Jerez                                                           |                                                                         | Unión Cívica Radical                                                    | 13.118                                                                  | 56,71                                                                   |
| Pedro S. Gómez                                                          |                                                                         |                                                                         | 10.015                                                                  | 43,29                                                                   |
|                                                                         |                                                                         |                                                                         |                                                                         |                                                                         |
| Total de votantes                                                       | Total de votantes                                                       | Total de votantes                                                       | 23.133                                                                  | 100                                                                     |

1. ↑  Electo para completar el mandato de José del Viso (1914-1918). Julio C. Borda renunció el 31 de mayo de 1916, lo reemplaza Eduardo N. Duffy (UCR) en una elección especial el 27 de agosto de 1916.
2. ↑  Electo para completar el mandato de Miguel M. Laurencena (1914-1918).
3. ↑  Electo para el mandato de 1914-1918, luego de la anulación de la elección general de 1914.
4. ↑  Electo para completar el mandato de Rainerio Lugones Vieyra (1914-1918).